# Дан Мерідор
Дан Меридор (івр. דן מרידור; нар. 23 квітня 1947) — ізраїльський політик, член Кнесету 11-18 скликань, міністр юстиції (1988—1992), міністр фінансів Ізраїлю (1997—1998).